# NGC 643B
NGC 643B est une vaste galaxie lenticulaire située dans la constellation de l'Hydre mâle. Sa vitesse par rapport au fond diffus cosmologique est de (3978 ± 13) km/s, ce qui correspond à une distance de Hubble de 58,7 ± 4,1 Mpc (∼191 millions d'al).
La luminosité de la galaxie de NGC 643B dans l'infrarouge lointain (de 40 à 400 µm) est égale à 5,50 × 1010 {\displaystyle L_{\odot }} (1010,74{\displaystyle L_{\odot }}) et sa luminosité totale dans l'infrarouge (de 8 à 1 000 µm) est de 7,08 × 1010 {\displaystyle L_{\odot }} (1010,85{\displaystyle L_{\odot }}).
L'amas ouvert ESO 29-SC44 ainsi que les galaxies PGC 6117 et PGC 6256 sont situés dans la même région que NGC 643. En raison de cette proximité, on les désigne aussi respectivement comme NGC 643A, NGC 643B et NGC 643C.